# 斐迪南 (印地安納州)
斐迪南（英語：Ferdinand）是一個位於美國印地安納州杜波伊斯縣的城鎮。

## 人口
根據2010年美國人口普查的數據，斐迪南的面積為5.98平方千米，當中陸地面積為5.88平方千米，而水域面積為0.10平方千米。當地共有人口2157人，而人口密度為每平方千米361人。